# 西守正樹
西守 正樹（にしもり まさき、1966年4月15日 - ）は、日本の俳優。鹿児島県出身。デビューは1988年、映画『ビー・バップ・ハイスクール 高校与太郎音頭』。代表作は主演オリジナルビデオ『どチンピラ』シリーズ（全20作）。

## 人物
趣味・特技はサッカー、絵画、料理、殺陣、水泳。

## 出演

### 映画
- ビー・バップ・ハイスクール 高校与太郎音頭（1988年） - 北高校3年 矢内
- 武闘の帝王2（1994年）- 笠井祥二
- どチンピラ 劇場版（1995年） - 主演・海藤仁
- なにわ忠臣蔵（1997年）- 大塚
- ろくでなしBLUES'98（1998年） - 沢村米示
- 光の雨（2001年） - 松村伸
- 雀鬼くずれ（2003年） - 関西雀士
- 雀鬼くずれ2（2003年）
- 秘密の花園（2004年）- 早坂安人
- 捨て犬（2005年）
- ストリッパー（2012年）
- 実録マフィアンヤクザ劇場版 PUBLICENEMIES（2012年） - 本庁二課課長 オオハラ
- 新・SとM episode3（2014年11月1日） - ひまわり
- 新・SとM episode4（2014年11月1日） - ひまわり
- 戦極 Bloody Agent（2014年10月11日） - 北野
- 麻雀覇道伝説 天牌外伝（2018年） - 武上
- コネクション（2022年2月25日公開、井上揚枝監督）[1]

### テレビドラマ
- 刑事貴族3「姉おとうと」（1992年）
- 月曜ドラマスペシャル 十津川警部シリーズ 上野駅殺人事件（1993年）
- 女検事の捜査ファイル（1993年） - 大沢巧刑事
- 3番テーブルの客 第6話（1997年）- タキシード2
- 陰陽師☆安倍晴明〜王都妖奇譚〜「陰陽師」（2002年）- 高利
- フジテレビ火曜時代劇 怪談百物語 第5話 「耳なし芳一」（2002年）- 平教経
- 金曜エンタテイメント 「ニュースキャスター沢木麻沙子5」（2002年） - 城島義典
- エコエコアザラク〜眼〜 Night.11「魔女狩り」（2004年）
- めだか 第5話「中年生徒の涙」（2004年）
- リアル鬼ごっこ THE ORIGIN（2013年） - 川上達郎
- 相棒Season 12 第6話「右京の腕時計」（2013年）- 藤東物産社員・時計修理技師 葛西周平
- 未解決事件（2015年3月20日）File.04　オウム真理教 地下鉄サリン事件

### Vシネマ
- 首都高速トライアル5 FINAL BATTLE（1992年） - 主演・前田雄介
- どチンピラ（1993年 - 1997年）全20作 - 主演・海藤仁
- 愛姉妹（1995年） - 野川丈人
- 少年濡れやすく恋成りがたし（1995年） - 並木水人
- 監禁逃亡 シリーズ（1996年 - 1998年）
  - 監禁逃亡 淫肉狩り（1996年） - 金子剛志（梢の男）
  - 監禁逃亡 淫らな呪い（1997年） - 刑事
  - 監禁逃亡 淫魔（1998年） - ホスト
- 女教師4（1996年） - 主人公に絡む男
- 「守ってあげたい」より 女教師・禁じられた情事（1996年）
- カメレオン（1996年） - 相沢直樹
- 痴漢の指（1998年） - 刑事
- 裏警察 BOX[私書箱]39 シリーズ - 中上
- BAD COMPANY（1998年） - 根津アキラ
- 本気!10 残侠篇（1999年）
- 仁義（1999年・2002年・2005年）
  - 仁義19 殺しの集団（1999年4月20日） - 竜野組若杉
  - 仁義31 暴力団再武装（2002年6月15日） - 邦友（鷹城組組長の娘婿）
  - 仁義42 兄弟の絆（2005年3月18日） - 榎本組組長
- 七人のスロッター（2000年） - 松崎剛（フリーライター、プログラマー兼スロプロ、元陸上自衛隊第一空挺団）
- 雀狼伝2,3（2000年） - 日浦
- 闇の天使〜DREAM ANGEL（2001年、ケイエスエス）
- 首領への道17,18（2001年） - 朝倉組 佐野睦雄
- 実録・山陽道やくざ戦争 手打ち破り（2001年） - 二代目貴山会理事長 大野英次
- 実録・大阪やくざ戦争 報復（2002年 GPミュージアムソフト） - 兵庫県警刑事部補捜査四課 警部補 島村弘
- ウルトラセブン誕生35周年“EVOLUTION”5部作（2002年） - サイジョウ参謀
- 難波金融伝ミナミの帝王22 男たちの過去 （2003年) - 牧原
- 民事介入暴力 非合法領域1,2,3（2003年、2004年）全3作 - 警視庁捜査一課 刑事 西園寺
- 実録・ぼったくり 風営法全史（2003年） - 仲川和也
- 昭和博徒伝（2003年）
  - 昭和博徒外伝（2003年）- 今泉
- SEX個人レッスン 後ろから前から（2004年）
- 極道鎮魂歌 男たちのレクイエム（2011年） - 海神会事務長 神津義孝
- ピストル楊 2 PISTOLACTION（2013年） - 張（香港マフィア「40K」幹部）
- 暴力水滸伝（2014年） - 鈴一会鳴滝総業組員 ニシキヒデマサ
- 関東極道連合会 第二章（2015年） - 国士会小杉井一家 堀田エイゾウ
- 首領の道 Season2（2015年） - 赤心報効連合組員 鵜飼英嗣
  - 首領の道 Season2 vol.2（2015年） - 錦絲会組員 鵜飼英嗣
- 代紋を捨てた男（2015年）- 伊能
- 制覇（2015年） - 土井健一郎
  - 制覇3（2015年） - 土井健一家
  - 制覇4,5（2015年） - 中日侠道結社 東瀛会 土井組組長
- 極道(やくざ)の掟（2016年） - 啓和会江島組組員 吉井隼人
- 女闇金-千鶴- 金にまみれたSEX地獄（2017年） - 冴島涼介
- 極道天下布武1,2,3（2017年） - 織木組若頭補佐 信行組組長 織木信行（信秀の次男）
- 女闇金-マキ- 金とSEXが呼ぶ肉欲煉獄（2018年） - 冴島涼介（債権回収サポート）
- GOKU・OH 極王 1-6（2019年 - 2020年） - 義仁会若宮組本部長 村井輝美
- 女闇金-千鶴- 完熟 性欲を糧にする美獣の誘惑（2019年） - 冴島涼介（元・冴島ファイナンス社長）
- 疵と掟3（2019年） - 中浜組 三島
- 歌舞伎町黒社会（2019年）
- 日本統一41（2020年） - 旧・二代目鶴見組若頭補佐 長谷部総業組長 長谷部敦
- 織田同志会 織田征仁 第七章（2021年） - 元・鬼塚組若頭 黒田信明
- 極道の紋章レジェンド13（2023年）

### 舞台
- PU-PU-JUICE『新・罪と罰』（2009年、作・演出：山本浩貴）
- "創造集団"生活向上委員会第26回公演「愛しのバックストリート」（2012年）